# Williams F1

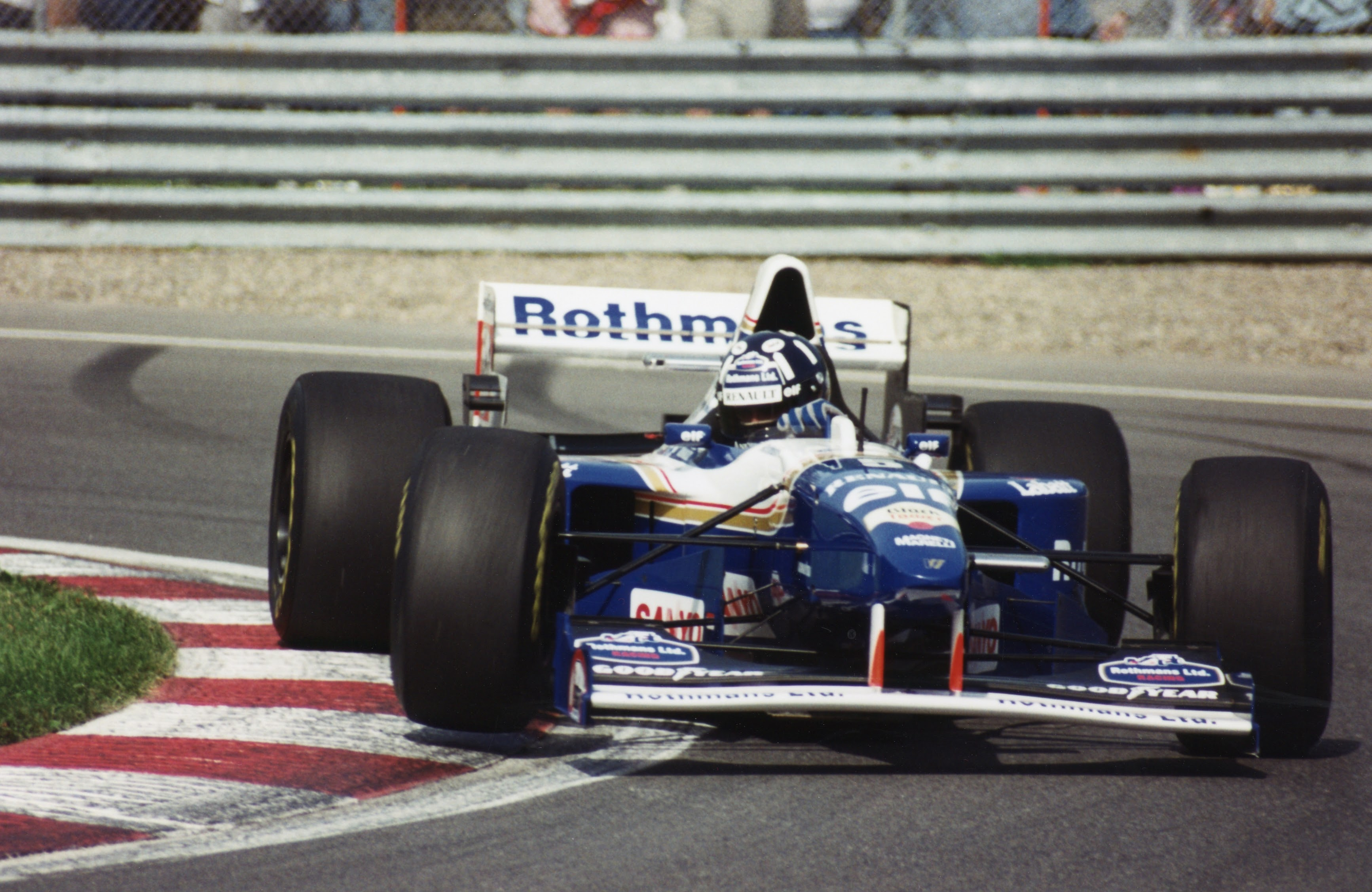
Damon Hill, in het midden van de jaren 90, toen Williams enorm succesvol was.

Williams F1 is een Brits Formule 1-team, en een van de succesvolste teams ooit. Het werd in 1977 opgericht door Frank Williams en Patrick Head. Het team behaalde zijn grootste successen in de jaren tachtig en negentig. Het behaalde negen constructeurstitels en won zeven wereldtitels bij de coureurs. Alleen Ferrari behaalde meer titels bij de constructeurs.

## Geschiedenis

### Voorgeschiedenis
In 1967 richtte Frank Williams het team Frank Williams Racing Cars op. Na een goed eerste seizoen met rijder Piers Courage, die tweemaal een tweede plaats haalde, had het team daarna moeite om punten te halen. Eén rijder die – als invaller nota bene – dit presteerde, was Gijs van Lennep.

### Williams Grand Prix Engineering
Dankzij het Arabische sponsorgeld van Saudia is er eindelijk wat mogelijk. Samen met Patrick Head wordt Williams Grand Prix Engineering opgericht. In 1977 wordt nog een fabrieksauto van March gekocht die bestuurd wordt door de Belg Patrick Neve, maar er worden geen punten gescoord. Dat jaar wordt er ook een nieuwe fabriek betrokken in Oxfordshire.
In 1978 gaat Alan Jones de enige wagen besturen. In de derde race rijdt hij al naar de vierde plaats, terwijl hij in Amerika als tweede eindigt.
In 1979 moet het gaan gebeuren. De wagen is verbeterd en Clay Regazzoni is als tweede rijder aangetrokken. De nieuwe Williams-Ford FW07 is haast onmiddellijk een succes: Alan Jones rijdt een groot stuk van de Grote Prijs van België aan de leiding, terwijl Clay Regazzoni tweede wordt in Monaco na een verbeten strijd met de Ferrari van Jody Scheckter. Op 14 juli wordt historie geschreven: in Engeland wint Regazzoni de eerste Grand Prix voor het Williams-team. Jones wint de volgende drie races en eindigt uiteindelijk als derde in de strijd om de wereldtitel.
1980 wordt het Williams-jaar: Alan Jones behaalt vijf zeges en wordt wereldkampioen, terwijl de nieuwe tweede rijder Carlos Reutemann ook nog een race wint. Tevens wint Williams voor het eerst de constructeurstitel.
In 1981 lijken de successen door te gaan: de eerste twee Grand Prix' worden opnieuw door de Williams-coureurs gewonnen. Reutemann lijkt de nieuwe wereldkampioen te worden, maar wordt uiteindelijk met één punt verslagen door de Braziliaan Nelson Piquet sr..
1982 wordt een bizar jaar, waarin veel ongelukken gebeuren en waarin opnieuw een Williams-coureur de wereldtitel opeist. Hoewel hij slechts één race wint, wordt Keke Rosberg de nieuwe wereldkampioen. Het lage aantal van 44 punten is genoeg voor de titel. Omdat met de komst van turbo-motoren de concurrentie aan het inlopen is, sluit Williams een contract met Honda. Hierna gaat het wat minder met het team.
Rosberg wint in 1983 nog wel de Grand Prix van Monaco, maar hij eindigt als vijfde in de titelstrijd. Een jaar later is hij de sterkste in Dallas, maar verder behalen de Fin en zijn teamgenoot Jacques Laffite maar weinig punten.
In 1985 komt Willams pas laat op gang. De laatste drie races worden gewonnen. Maar Rosberg komt met zijn nieuwe teamgenoot Nigel Mansell niet in de buurt van de wereldtitel.
In 1986 wordt Rosberg vervangen door Nelson Piquet en de tandem Mansell/Piquet blijkt succesvol te zijn, ook al kunnen de twee elkaar niet uitstaan. De Engelsman lijkt wereldkampioen te worden, maar in de laatste race krijgt hij met een snelheid van 300 km/u een klapband en verliest hierdoor de titel aan Alain Prost. De constructeurstitel wordt wel voor de derde keer binnengehaald. Het seizoen wordt echter overschaduwd door een zwaar auto-ongeluk van Frank Williams, waardoor de teambaas voor de rest van zijn leven in een rolstoel zit.

In 1987 is het team oppermachtig. Nelson Piquet wordt de derde wereldkampioen in een Williams, voor de teleurgestelde Mansell.
1988 wordt een mager seizoen voor Williams. Piquet is vertrokken naar Lotus en veel belangrijker: Honda naar McLaren. Er wordt gereden met de zwakkere Judd-motor. Mansell haalt slechts twee keer de finish, wel beide keren als tweede, Riccardo Patrese scoort vier keer punten. Williams eindigt als zevende in de strijd om de constructeurstitel, achter Arrows en March.

### Williams-Renault (1989–1997)
In 1989 rijdt Williams voor het eerst met de Renault-motor. Hoewel er nog wat problemen zijn met de nieuwe motor, eindigt Williams toch als tweede achter het oppermachtige McLaren-team. De Belg Thierry Boutsen wint twee races en Riccardo Patrese wordt derde in de eindstand. Een jaar later is er niet genoeg progressie. Beide coureurs winnen een Grand Prix, maar in de strijd om de wereldtitel kan het tweetal zich niet mengen.
Nigel Mansell keert in 1991 terug op het oude nest. Vanaf de Grand Prix van Mexico, waar Patrese wint voor Mansell, gaat het weer goed met het Williams-team. Mansell wint vijf races, maar wordt voor de derde keer vicewereldkampioen achter de ongenaakbare Ayrton Senna, Patrese wordt derde met twee zeges.
In 1992 komen eindelijk de grote triomfen terug voor Williams: Mansell wint de eerste vijf races van het seizoen op rij, daarna wint hij nog vier keer. Met 108 punten, 52 punten meer dan zijn achtervolger en teamgenoot Patrese, wordt hij met overmacht wereldkampioen. De Williams FW14B wordt gezien als een van de meest dominante F1-wagens aller tijden. Een goed voorbeeld is de kwalificatie voor de Britse GP als Mansell drie seconden sneller is dan de McLaren van Ayrton Senna. Williams pakt met grote voorsprong de constructeurstitel. Toch vertrekken beide coureurs; Alain Prost en Damon Hill zijn de vervangers. Ook dit tweetal doet het uitstekend: Prost wint zeven Grands Prix en wordt wereldkampioen, Hill eindigt als derde en wint ook drie keer een race.

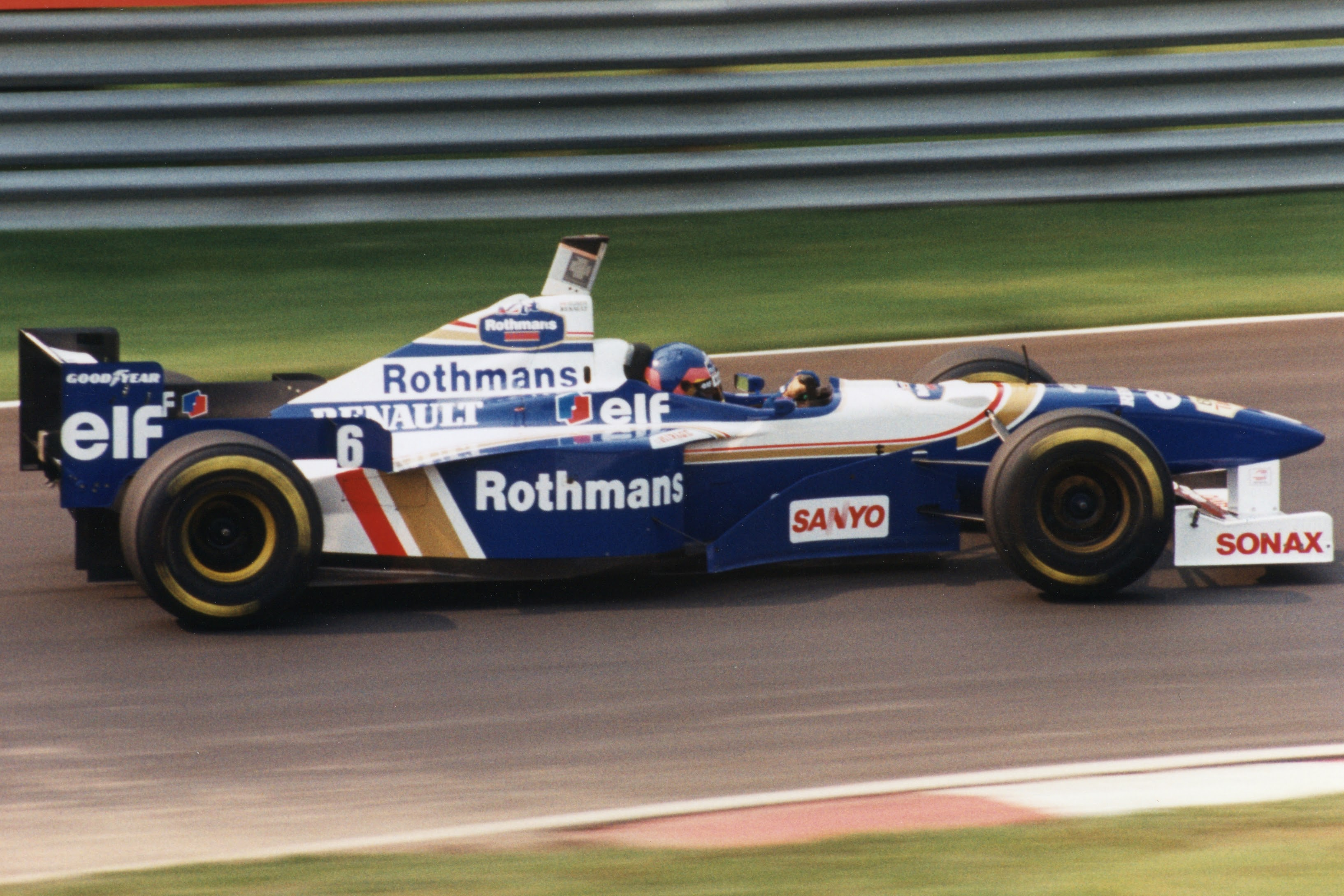
Jacques Villeneuve, 1996

Ook Alain Prost stopt na het behalen van zijn titel bij Williams. Dus moet Williams op zoek gaan naar een nieuwe coureur: Ayrton Senna. De Braziliaan is niet vergeten, dat Frank Williams hem ooit z'n allereerste F1-test heeft gegeven en bovendien staat het totaalpakket hem wel aan. De Braziliaan komt echter bij de derde race in San Marino om het leven. De Schot David Coulthard wordt zijn vervanger. Hoewel Hill zes races wint, wordt hij toch slechts vicewereldkampioen achter Michael Schumacher na een spannende ontknoping in de laatste race. Williams wint de constructeurstitel, mede dankzij Mansell, die voor vier races terugkeert in het team, waarvan hij er een wint.
Ook in 1995 eindigt Hill als tweede achter Schumacher, terwijl Coulthard derde wordt.

In 1996 lukt het Hill eindelijk om de zesde coureur te worden die met een Williams wereldkampioen wordt. Acht keer komt hij als eerste over de finish. Bovendien is Damon Hill de eerste zoon van een oud F1-wereldkampioen (Graham Hill in 1962 en 1968) die zelf wereldkampioen wordt. Zijn nieuwe teamgenoot Jacques Villeneuve eindigt als tweede en wint in zijn eerste seizoen in de Formule 1 meteen vier Grands Prix. Toch moest Hill vertrekken. Hij ging naar Arrows. De teamleiding koos voor het Duitse talent Heinz-Harald Frentzen.
1997 is het jaar van Villeneuve. In zijn tweede seizoen in de Formule 1 haalt de Canadees met zeven overwinningen de wereldtitel binnen. Zijn teammaat Heinz-Harald Frentzen wordt tweede en daarmee wordt Williams tevens kampioen bij de constructeurs dat jaar. Deze kampioenschappen zijn tot op heden de laatste die gewonnen zijn door Williams.

### Williams-Mecachrome (1998–1999)
Villeneuve en Frentzen reden ook in 1998 voor Williams, maar het team begon aan een slechte periode. De oorzaken hiervoor waren dat Renault zich had teruggetrokken als leverancier van fabrieksmotoren en dat topontwerper Adrian Newey was weggekocht door McLaren. De motoren werden geleverd door het bedrijf Mecachrome, dat in de Renault-periode verantwoordelijk was voor de bouw van de Renault-motoren. In het seizoen 1999 werden de Mechachrome-motoren hernoemd tot Supertec. Villeneuve stond in de tweede helft van het seizoen nog wel twee keer op het podium, terwijl Frentzen juist in de eerste helft scoorde. Het team eindigde als derde in het constructeurskampioenschap.
In afwachting van een nieuwe fabrieksmotor van BMW waren de verwachtingen van Williams voor het jaar 1999 niet hooggespannen. Villeneuve was vertrokken en Frentzen aan de kant gezet, maar Ralf Schumacher zorgde ervoor, dat het nog best een aardig seizoen wordt. Als de Duitser de eindstreep haalde, pakte hij punten. Het team behaalde de vijfde plek in het constructeursklassement. Ralf Schumachers teamgenoot Alex Zanardi was hier de oorzaak van, want met nul punten bracht hij Williams omlaag. Het tweejarig contract met Zanardi werd daarna ontbonden.

### BMW-Williams (2000–2005)
Het seizoen 2000 is het begin van een nauwe samenwerking met BMW. De samenwerking beperkt zich niet alleen tot levering van motoren door BMW, maar het Duitse bedrijf betaalt Williams onder andere om de bolides in de kleuren van BMW te laten rijden. Op rijdersgebied heeft Williams in 2000 een sterk koppel met Ralf Schumacher en Jenson Button. De Duitser pakt weer enkele podiumplaatsen en ook Button scoort de nodige punten. Het totaal van beiden is goed voor een veelbelovende derde plaats in het constructeurskampioenschap.
In 2001 slaagt Williams er net niet in McLaren van de tweede plaats te verstoten. Wel worden er eindelijk weer overwinningen geboekt: drie voor Ralf Schumacher en een voor zijn nieuwe teamgenoot Juan Pablo Montoya. Op Maleisië weet Ralf Schumacher als eerste over de finish te komen. Iedereen gaat ervan uit dat de aanval op Ferrari was ingezet. Schijn bedriegt: Juan Pablo Montoya weet zich wel zeven keer als snelste te kwalificeren, maar hij kan die lijn in een race niet doortrekken. Te vaak zijn er problemen met de motor, in de pits en met de banden.
2002 wordt niet wat er door Williams van werd verwacht. Het team heeft beterschap beloofd.
In 2003 gaat het beter. De motor met het meeste vermogen, twee snelle coureurs: de ingrediënten om het Ferrari lastig te maken zijn aanwezig. Dat lukt eigenlijk maar voor de helft: Ferrari grijpt in de laatste race de constructeurstitel. De samenwerking met Michelin werpt voor Williams eindelijk zijn vruchten af, maar is nog niet voldoende voor het kampioenschap.
In 2004 blijkt het team van Ferrari onverslaanbaar en moet Williams genoegen nemen met een vierde plek in de strijd om de constructeurstitel. De Williams FW26 was een opvallende verschijning met de "walrus-neus". Het ontwerp bracht niet het verwachte succes en halverwege het seizoen schakelde men weer over op een "gewone" voorkant. Het seizoen 2004 staat ook in het teken van een zwaar ongeluk van Ralf Schumacher. Met een snelheid van meer dan 300 kilometer per uur rijdt hij op Indianapolis de betonnen muur van bocht 13 in. Hierna mogen testrijders Marc Gené en Antonio Pizzonia hem voor zes races vervangen, maar ze maken hierbij weinig indruk. Alleen Pizzonia scoort zes WK-punten. Juan Pablo Montoya scoort de enige overwinning voor het team in de laatste race van het seizoen. Hij vertrekt hierna naar het team van McLaren. Ralf Schumacher komt in 2005 uit voor Toyota. Halverwege het jaar vertrekt technisch directeur Patrick Head. Hij werd opgevolgd door Sam Michael. Tot 2012 bleef Head nog wel actief binnen het team.
In 2005 staat Williams op de grid met Mark Webber en Nick Heidfeld. Het seizoen verloopt voor het team wisselvallig. Vooral van Mark Webber wordt veel verwacht, aangezien hij al jaren sinds zijn debuut in de Formule 1 in 2002 wordt gezien als een potentieel kampioen. Het seizoen verloopt echter teleurstellend voor hem. Alleen in Monaco weet hij het podium te halen. Nick Heidfeld staat eveneens in Monaco op het podium en ook in Maleisië en Europa. Hij kan de laatste vijf races niet rijden vanwege een blessure. Hij wordt vervangen door testrijder Antonio Pizzonia. Halverwege het seizoen heeft Williams steeds meer moeite om in de top vijf te eindigen. Williams eindigt uiteindelijk als vijfde bij de constructeurs met 66 punten. Nick Heidfeld vertrekt aan het einde van het seizoen naar het door BMW overgenomen Sauber.

### Williams-Cosworth (2006)
In 2006 moest Williams op zoek naar een nieuwe motorenleverancier, nadat BMW het Sauber-team had opgekocht en verder ging als BMW Sauber. Williams vond de nieuwe leverancier in Cosworth, de voormalige huisleverancier van Ford. Het seizoen 2006 werd een van de slechtste in de lange Formule 1-historie van Williams. Het team behaalde slechts elf WK-punten en eindigde op een achtste plaats in de strijd om de constructeurstitel. Vooral de onbetrouwbare Cosworth-motor bleek de boosdoener. De beste resultaten waren twee zesde plekken van Mark Webber in de Grand Prix van Bahrein en San Marino. Nico Rosberg bleek een talent te zijn en scoorde tijdens de openingsrace in Bahrein niet alleen twee WK-punten, maar wist ook beslag te leggen op de snelste raceronde. Hierna scoorde hij nog één keer in dat seizoen. Twee punten in de Grote Prijs van Europa, daarna viel hij vooral op door domme acties op de baan. Voor het eerst in de lange geschiedenis van het team werd er geen podium behaald. In totaal kwam Nico Rosberg van de achttien races slechts negen keer over de finish. Mark Webber slechts zeven keer. Deze maakte ook al voor het einde van het seizoen bekend, dat hij in 2007 zou rijden voor het team van Red Bull.

### Williams-Toyota (2007–2009)

##### 2007
Vanaf 2007 rijdt het team van Frank Williams met de V8-motoren van het Japanse merk Toyota.
De overeenkomst geldt voor drie jaar en Toyota zal het team van Williams van dezelfde motoren voorzien als het fabrieksteam. De coureurs die in 2007 uitkomen voor Williams zijn Nico Rosberg en Alexander Wurz. Wurz was in 2006 de testrijder van het team en mag, na aantal jaren testwerk te hebben uitgevoerd, eindelijk weer races rijden. In 2000 reed hij voor het laatst bij het team van Benetton.
De betrouwbaarheid van de Williams-FW29 uit 2007 blijkt aanzienlijk beter te zijn dan de Williams-FW28 uit 2006, wat mede te danken is aan de betrouwbare Toyota-motor. Met de Williams-FW29 worden gedurende het hele seizoen 33 punten behaald, drie keer zoveel als in 2006. Tijdens de eerste race in Melbourne scoort Nico Rosberg direct de eerste twee punten voor het team. In de kwalificatie is Nico Rosberg zijn teamgenoot meestal de baas, maar toch is het Alexander Wurz die Williams eindelijk weer eens een podium geeft. In de chaotische Grand Prix van Canada staat Williams voor het eerst sinds de Grand Prix van Europa 2005 weer op het podium; Wurz wordt derde.
Ook op de Nürburgring behaalt Alexander Wurz belangrijke punten door vierde de worden. Hij mist op een paar tienden het podium. Nico Rosberg verovert tevens punten in de GP's van Hongarije, Turkije, Italië, België en in Brazilië behaalt hij het beste resultaat uit zijn carrière, door als vierde over de eindstreep te komen. Alexander Wurz valt in veel races vooral op door zeer slecht te kwalificeren, terwijl Nico Rosberg zich geregeld in de top tien plaatst. Hierdoor duiken steeds meer de geruchten op dat Wurz na één seizoen voor het team alweer moet plaats maken voor een andere coureur. De namen die worden genoemd zijn o.a. Vitantonio Liuzzi, testcoureur Kazuki Nakajima, Nelson Piquet Jr en Robert Doornbos. Op 8 oktober 2007 maakt Alexander Wurz bekend, dat hij per direct zal stoppen met de Formule 1. Daarbij komt voor 2008 het tweede stoeltje bij Williams definitief vrij. Williams maakt een dag later bekend dat Kazuki Nakajima de laatste race van het seizoen in Brazilië zal rijden.
In Brazilië rijdt Nakajima een degelijke race, waarin hij als tiende zal finishen. Zijn goede debuut op de baan wordt echter overschaduwd door een incident tijdens een van de pitstops bij het team van Williams. Nakajima rijdt daarbij twee monteurs van de pitcrew omver.

##### 2008
Kazuki Nakajima is in 2008 tweede coureur, naast Nico Rosberg. 2008 wordt voor Williams het jaar van de jubilea; het team rijdt o.a. haar 50.000e ronde en 600e Grand Prix. Verder zijn er nog vier andere jubilea, voor elk jubileum heeft het team tijdens de wintertests een andere auto. In deze wintertests blijkt Williams een betrouwbare, maar ook zeer snelle auto te hebben gebouwd. De verwachtingen voor het seizoen 2008 zijn dan ook hooggespannen, als de coureurs vaak boven in de tijdenlijsten terug te vinden zijn.
Tijdens de kwalificatie van de openingsrace in Australië laat Williams zijn ware gezicht nog niet echt zien met startplaatsen 13 (Nakajima) en 7 (Rosberg). Tijdens de race in Australië, die vol staat van incidenten en waarbij slechts zeven coureurs aan de finish komen, behalen beide coureurs WK-punten. Nico Rosberg verovert zelfs zijn eerste podium in de Formule 1 met een derde plaats. Toch staat het team na acht races op slechts vijftien WK-punten, wat betekent dat het uitstekende resultaat in Australië niet direct herhaald kon worden. In de zeven races daarna behaalt het team slechts zes WK-punten. Dit wordt vooral veroorzaakt door crashes van de coureurs, terwijl een goede klassering zeker tot de mogelijkheden behoorde.
Kenmerkend voor het team in het seizoen 2008 is, dat Williams de ene race redelijk competitief is en de volgende race achteraan op de startgrid staat. De Grand Prix van Singapore vormt het hoogtepunt van het seizoen. Nico Rosberg verovert na een moeilijke race een podiumplek door tweede te worden. Het is het beste resultaat voor het team sinds de Grand Prix van Europa in 2005.
Eind september maakt het team bekend, dat het in 2007 25 miljoen euro verlies heeft gedraaid en nu een totale schuld van 88 miljoen euro heeft. Het is het bewijs dat privéteams in de Formule 1 het steeds moeilijker krijgen om de grote fabrieksteams te kunnen bijhouden. In oktober 2008 maakt teambaas Frank Williams bekend, dat ook in 2009 het team rijdt met de coureurs Nico Rosberg en Kazuki Nakajima.
In totaal behaalt het team in 2008 26 WK-punten, waarvan achttien punten in slechts twee races. Wel zijn de bolides zeer betrouwbaar. Slechts vier keer komt de Williams auto niet aan de finish.

##### 2009

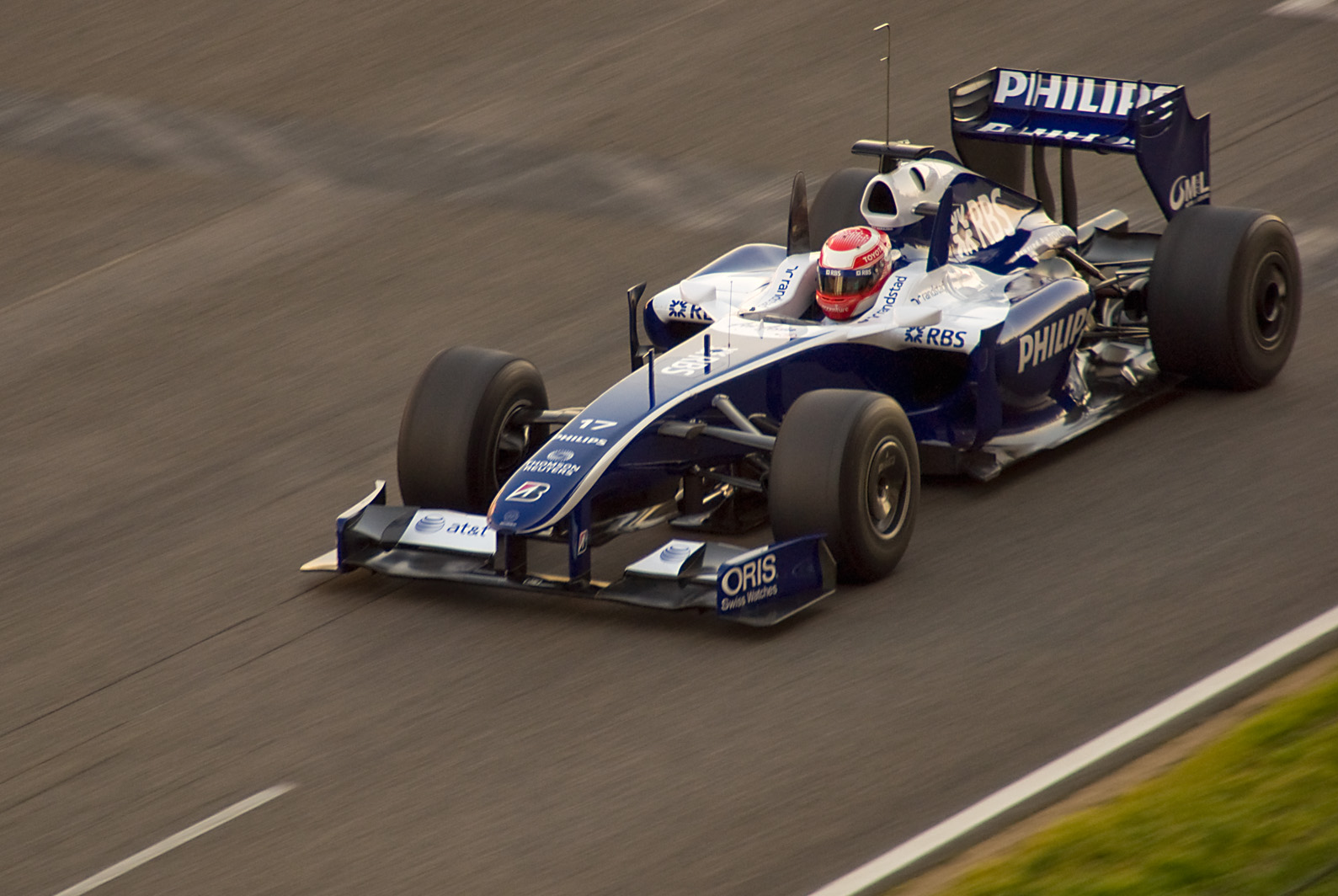
Kazuki Nakajima, 2009

Nico Rosberg en Kazuki Nakajima zijn, net als in 2008, de coureurs voor het team. Met alle nieuwe reglementen, waaronder de terugkeer van de slicks en de introductie van KERS, wil het team twee coureurs hebben die al enige ervaring met de auto hebben. Nico Rosberg rijdt inmiddels al voor het vierde jaar bij Williams en moet het team terugbrengen naar het niveau van ongeveer tien jaar geleden. Doordat de auto's er heel anders uitzien en voor de coureur lastiger te besturen zijn, heeft het team ervoor gekozen om al vroeg in 2008 te beginnen met het ontwikkelen van de wagen voor 2009, met als gevolg dat de resultaten van 2008 nogal tegenvallen. Alle hoop is dus gevestigd op een succesvol seizoen 2009, waarvan verwacht wordt dat de coureurs minimaal één keer op de hoogste trede van het podium zullen staan.
Uiteindelijk blijkt 2009 niet het jaar te zijn waarop zo vurig werd gehoopt. De Williams-FW31 is weliswaar een snelle en betrouwbare bolide, maar het team en de coureurs weten het potentieel onvoldoende te benutten. Zo ligt Nico Rosberg in de Grand Prix van Maleisië geruime tijd aan de leiding. Het team neemt echter een aantal strategisch verkeerde beslissingen wanneer het heftig begint te regenen, waardoor Rosberg slechts als achtste zal eindigen. Later in het jaar tijdens de Grand Prix van Singapore strijdt Rosberg opnieuw mee voor de overwinning, maar een onhandige actie van de coureur bij het uitkomen van de pitstraat levert hem een straf op, waarmee zijn kansen op een podiumplaats zijn verkeken. Saillant detail van de 34.5 gescoorde punten van Williams is het feit, dat deze allemaal door Nico Rosberg gescoord zijn. Kazuki Nakajima weet in geen enkele Grand Prix in 2009 een WK-punt te scoren. Voor beide coureurs betekent het seizoen 2009 voorlopig het laatste seizoen bij Williams. Nakajima kan na zijn matige prestaties niet meer rekenen op een racestoeltje bij Williams, terwijl Rosberg zijn contract niet verlengt bij Williams in de hoop bij een team terecht te komen dat hem een winnende auto kan geven. Naast het vertrek van de beide coureurs maakt ook partner Toyota bekend te stoppen met al haar F1-activiteiten. Williams besluit hierop terug te keren bij Cosworth, nadat het in 2006 juist die motoren inruilde voor de Toyota-motoren.

### Williams-Cosworth (2010–2011)

##### 2010
In het seizoen 2010 rijdt Williams opnieuw met Cosworth-motoren. Rosberg en Nakajima zijn vervangen door F1-veteraan Rubens Barrichello, die overkomt van het Brawn GP-team, en GP2-kampioen Nico Hülkenberg. Hoewel een respectabele zesde plaats in het constructeurskampioenschap wordt bereikt, slaagt Williams ook in 2010 er niet in om de aansluiting met de top te hervinden. Wel zorgt de poleposition van Nico Hülkenberg tijdens de Grand Prix van Brazilië, de eerste voor Williams sinds 2005, voor een klein hoogtepunt in een voor de rest teleurstellend seizoen. Aan het einde van 2010 moet de goed presterende Hülkenberg plaatsmaken voor de nieuwe GP2-kampioen Pastor Maldonado. Dit komt vooral, omdat enkele grote sponsoren hun contracten bij Williams niet verlengen. Door het vele Venezolaanse sponsorgeld dat Maldonado meeneemt, is er voor Hülkenberg geen plaats meer bij Williams.

##### 2011
In 2011 zet Williams als eerste team ooit uit de Formule 1 de stap naar de beurs. In totaal brengt Williams 27,39 procent van de aandelen naar de beurs van Frankfurt. Met deze stap hoopt Williams vers kapitaal binnen te halen om ook op de langere termijn financieel gezond als zelfstandig team te kunnen blijven functioneren. Dit jaar moet de grote stap voorwaarts richting de top weer worden gezet.
Tijdens de wintertests presenteerde het team de FW33 de auto met een extreem compacte versnellingsbak. Het doel hiervan was om door middel van een andere luchtstroom de auto te optimaliseren, zodat deze kon worden afgesteld met een lagere rijhoogte. Hierdoor zou de auto veel tijd op de baan kunnen winnen. De praktijk bewees anders, want de coureurs voor 2011 Rubens Barrichello en Pastor Maldonado klaagden over het zogenoemde 'bottoming', wat betekende dat de bodem van de auto geregeld tegen het wegdek aan kwam. Een flink aantal kapotte diffusers rijker kon het team niet anders doen dan te besluiten de auto hoger op z'n wielen te zetten, maar dit betekende dat het aerodynamisch voordeel in een klap was verdwenen. Waar Williams in het verleden zich vaak met technische hoogstandjes kon onderscheiden, faalde het dit keer volledig. Het gevolg was het meest dramatische seizoen uit de historie van team. Het team pakte alleen punten in de GP's van Monaco, Canada en België. Slechts vijf punten konden er worden gescoord, wat een teleurstellende negende plek in het constructeurskampioenschap betekende. Het dramaseizoen had grote gevolgen. Technisch directeur Sam Michael werd ontslagen en werd vervangen door Mike Coughlan, die eerder betrokken was bij het spionageschandaal bij McLaren in 2007. Hij was hierdoor voor een aantal jaren geschorst voor werkzaamheden binnen de F1. Daarnaast moest er nog tal van andere (belangrijke) personen binnen het team vertrekken. En ook Patrick Head vertrok bij het team, dat hij in 1975 had opgericht samen met Frank Williams. Het drama werd nog erger, toen hoofdsponsor AT&T begin 2012 bekendmaakte dat zij niet verder wilde met het team. Een van de weinig positieve bekendmakingen dit jaar, wat hoop gaf voor toekomst, was dat het team in 2012 weer met Renault-motoren zou gaan rijden. Met deze motorenleverancier behaalde het team van 1989 tot 1998 haar grootste successen. Pastor Maldonado werd eind 2011 al bevestigd voor 2012 en op 17 januari 2012 werd Bruno Senna bekendgemaakt als tweede coureur. Daarmee keerde de beroemde Senna-naam terug naar het team.

### Williams-Renault (2012–2013)
In 2012 keerde de Renault-motor terug en in Spanje werd Pastor Maldonado de winnaar. Het was verreweg de beste jaarprestatie van de Venezolaan, die dat jaar in totaal 45 punten scoorde, met als op-een-na beste resultaat een vijfde plaats in de Grand Prix van Abu Dhabi. Teamgenoot Senna kwam in de Grand Prix van Maleisië tot zijn beste resultaat met een zesde plaats; hij veroverde voor Williams dat jaar in totaal 31 punten. Met het aldus verzamelde puntentotaal van 76 werd het team uiteindelijk achtste in het constructeurskampioenschap.
In 2013 rijden Pastor Maldonado en debutant Valtteri Bottas voor Williams. Beide coureurs weten slechts 1 keer in de punten te finishen. In 2013 werden slechts 5 punten gescoord. In Hongarije weet Maldonado een punt te scoren met een tiende plaats, en in de VS weet Bottas vier punten te scoren door achtste te worden, tevens de eerste punten uit zijn carrière. Hiermee wordt Williams negende bij de constructeurs en weet het slechts Marussia en Caterham achter zich te houden, die beiden geen punten weten te scoren.

### Williams Martini Racing (2014–2018)
In maart 2013 werd bekend dat Claire Williams de dagelijkse leiding krijgt over het team. Zij is de dochter van oprichter Frank Williams. Hiermee nam ze veel taken van haar vader over.
Op 30 mei 2013 maakten Williams en Mercedes-Benz bekend een langdurige overeenkomst te hebben gesloten. Naast 1,6 liter V6-turbomotoren zal Mercedes het Williams-team tevens van een ERS (Energy Recovery System) voorzien. Williams zal wel zijn eigen versnellingsbakken blijven produceren. Nadat Pastor Maldonado met zijn sponsorgeld was vertrokken naar Lotus F1 Team, hadden ze ook een nieuwe hoofdsponsor nodig. Dat werd Martini.

##### 2014
De coureurs van 2014 waren Valtteri Bottas en Felipe Massa, die overkwam van Ferrari. De testrijders waren Felipe Nasr en Susie Wolff als ontwikkelingsrijder. 2014 was een succesvol seizoen, ze werden derde in het kampioenschap voor constructeurs, en behaalden een poleposition in Oostenrijk met Felipe Massa.

##### 2015
Williams behield Valtteri Bottas en Felipe Massa voor het seizoen 2015. Ze behaalden vier podiumplaatsen en het team werd opnieuw derde in het kampioenschap voor constructeurs.

##### 2016
In 2016 waren Bottas en Massa voor een derde achtereenvolgende seizoen teamgenoten bij Williams. Bottas behaalde een podiumplaats in Canada, maar naarmate het jaar vorderde viel het team terug tot achter Red Bull en Force India. Tijdens het raceweekend in Italië maakte Massa bekend dat hij aan het eind van het jaar zijn Formule 1-carrière na dertien seizoenen zou beëindigen.

##### 2017
In 2016 stapte Lance Stroll uit de Ferrari Driver Academy en werd testrijder voor het Formule 1-team van Williams. In 2017 maakt hij voor dit team zijn racedebuut in de Formule 1 naast Felipe Massa nadat Valtteri Bottas is overgestapt naar Mercedes. Nadat regerend wereldkampioen Nico Rosberg zijn directe vertrek uit de autosport bekend had gemaakt, werd Bottas een aanbod gedaan om Rosberg te vervangen bij het team van Mercedes. Gevolg was dat Massa nog een jaar voor Williams zou blijven rijden. Paddy Lowe kwam over van Mercedes en werd aangesteld als technisch directeur.

##### 2018
Na 2017 stapte Felipe Massa uit de Formule 1 en werd Sergej Sirotkin de nieuwe coureur van Williams. In 2018 heeft de renstal een zeer jonge en relatief onervaren line-up met Lance Stroll en Sergej Sirotkin. Het seizoen voor Williams is slecht en enkel in Bakoe werden er punten gescoord. Ook tijdens de Grote Prijs van Italië weten beide coureurs toch punten te scoren. De renstal wordt laatste in het constructeurskampioenschap met slechts 7 punten. Op 27 februari 2018 werd bekendgemaakt dat de hoofdsponsor van Williams, Martini, aan het eind van het seizoen het team verliet.

### ROKiT Williams Racing (2019)

##### 2019
Op 12 oktober 2018 werd bekendgemaakt dat Formule 2 kampioen George Russell voor Williams gaat rijden. Op 22 november 2018 werd bekend dat Robert Kubica, na een afwezigheid van acht seizoenen uit de Formule 1, de tweede rijder wordt. Op 11 februari 2019 werd de livery van de nieuwe auto met de naam FW42 getoond. Tevens werd met telecommunicatiebedrijf ROKiT de nieuwe titelsponsor aangekondigd. Na de eerste races blijkt de auto net als in 2018 de langzaamste van het veld en komen de coureurs niet in de buurt van een puntenfinish. In Duitsland lukte het Robert Kubica om een punt te scoren na de diskwalificatie van beide Alfa Romeo's. Op donderdag 19 september maakte Robert Kubica bekend dat hij aan het eind van het seizoen zal stoppen als (race)coureur bij het team van Williams. Begin 2020 werd bekend dat Kubica reservecoureur zou worden bij Alfa Romeo. Nicholas Latifi is zijn vervanger.

### Williams Racing (2020 tot heden)

##### 2020
In het seizoen van 2020 rijden George Russell en Nicholas Latifi voor Williams. Op 24 januari 2020 werd bekendgemaakt dat de Formule 1-wagen voor het seizoen 2020 zal worden onthuld op 17 februari 2020. Op 29 mei 2020 werd aangekondigd dat de titelsponsor ROKiT per direct het sponsorcontract verbrak.
Op 21 augustus 2020 werd aangekondigd dat het team verkocht werd aan de Amerikaanse investeringsmaatschappij Dorilton Capital. Claire Williams en Frank Williams zullen hun positie als Teammanager neerleggen na afloop van de Grand Prix Formule 1 van Italië 2020; vanaf 7 september 2020. 2020 was voor Williams het slechtste seizoen ooit. Het team behaalde geen punten in het constructeurskampioenschap.

##### 2021
Op 22 januari 2021 werd bekend dat Jenson Button na ruim twintig jaar nadat hij als coureur bij Williams tekende, terugkeert bij het Britse team. Ditmaal niet achter het stuur, maar als senior-adviseur. Tijdens de Grand Prix van België, wist George Russell het eerste podium voor het team te halen sinds de Grand Prix van Azerbeidzjan in 2017.

##### 2022
In 2022 reden Alexander Albon en Nicholas Latifi voor het team van Williams. Nyck de Vries viel eenmaal in voor Alexander Albon tijdens de GP van Italië.

##### 2023
Op 6 februari werd bekend dat Williams een langdurig contract heeft gesloten met oliebedrijf Gulf. In 2023 rijden Logan Sargeant en Alexander Albon voor het team.

#### 2024
In 2024 behield Williams Alexander Albon en Logan Sargeant. Na een heftige crash van Sargeant tijdens de derde vrije training in de Grand Prix van Nederland, heeft Williams besloten hem, voor de rest van het seizoen, te vervangen door Franco Colapinto.

#### 2025
In het seizoen van 2025 rijden Carlos Sainz jr. en Alexander Albon voor het team.

## Resultaten
Williams behaalde tot nu toe zijn beste prestaties in de jaren negentig. Het team heeft sinds 2024 bijvoorbeeld evenveel constructeurstitels als McLaren.
Hieronder een kleine samenvatting van de belangrijkste resultaten behaald door het team:
- Constructeurskampioenschappen: 9 (1980, 1981, 1986, 1987, 1992, 1993, 1994, 1996 en 1997)
- Tweede in het constructeurskampioenschap: 6
- Derde in het constructeurskampioenschap: 6
- Coureurskampioenschappen: 7 (1980, 1982, 1987, 1992, 1993, 1996 en 1997)